# Berg en Dal

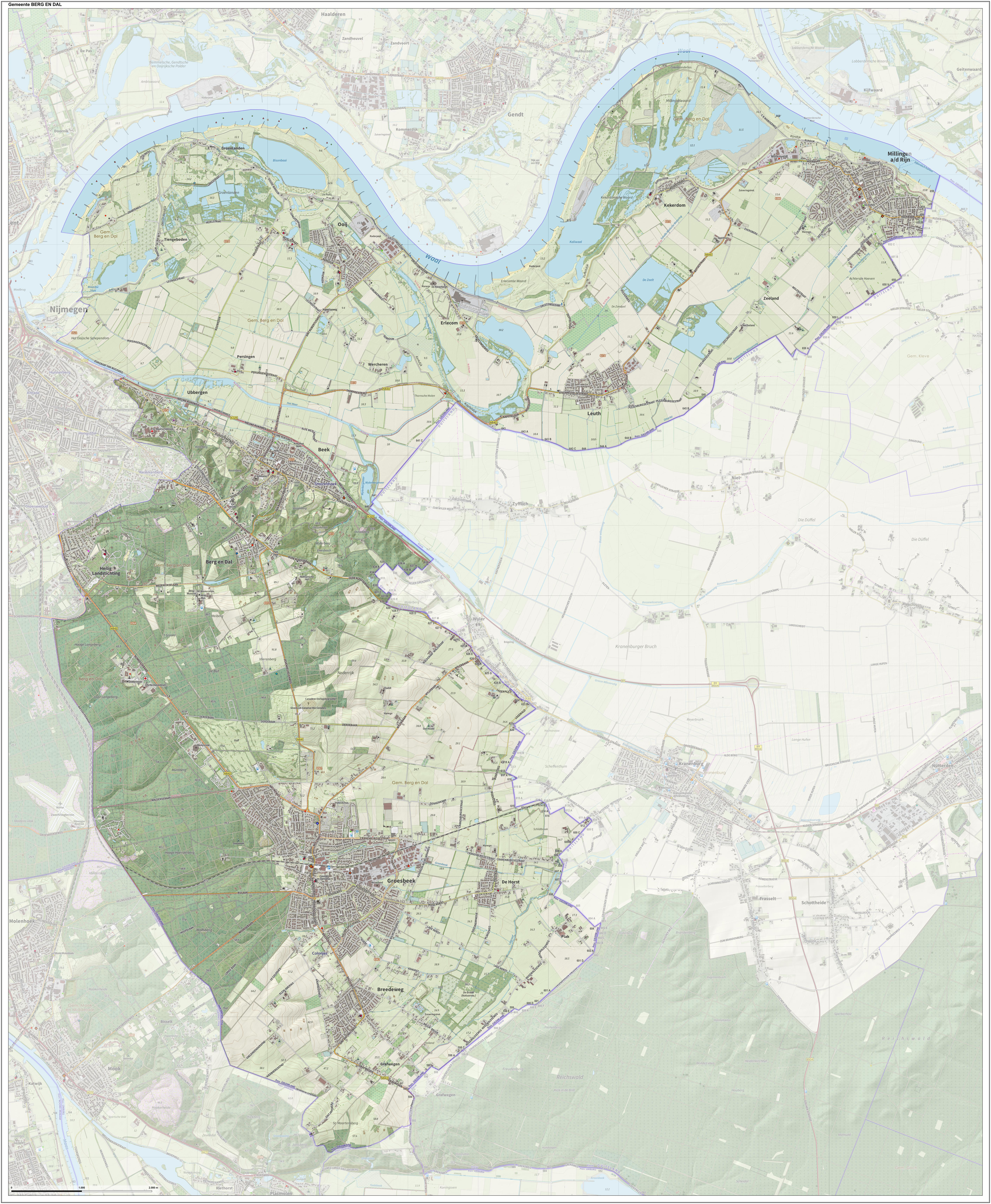
Bản đồ khu tự quản Berg en Dal

Berg en Dal là một khu tự quản thuộc tỉnh Gelderland, Hà Lan. Đô thị này có diện tích 44,14 km², dân số là 19.000 người. Berg en Dal đã tồn tại từ năm 2016 và được đặt theo tên của làng Berg en Dal. Trước đây nó được gọi là Groesbeek, một đô thị sáp nhập với Millingen aan de Rijn và Ubbergen vào năm 2015.
Berg en Dal phía bắc giáp sông Waal và Bijlands Kanaal, ở phía đông trên khu rừng Đức Reichswald, ở phía nam tỉnh Limburg, ở phía tây nam trên khu rừng của Mookerheide (cũng Limburg), và ở phía tây thành phố Nijmegen.
Berg en Dal có một chút đồi núi với độ cao lên đến 75 mét, giống như Duivelsberg.
International Four Days Marches Nijmegen đi qua đô thị vào ngày thứ 3 (Ngày Groesbeek)

## Các trung tâm dân cư
| - Beek - Berg en Dal (village) - Breedeweg - Colonjes - De Horst - De Kamp - De Vlietberg - Erlecom - Grafwegen - Groenlanden | - Groesbeek - Haukes - Heikant - Heilig Landstichting - Holdeurn - Kekerdom - Leuth - Meerwijk - Millingen aan de Rijn | - Ooij - Persingen - Plak - Tiengeboden - Ubbergen - Valkenlaagte - Wercheren - Wyler - Zeeland |